# Badminton bei den Parapanamerikanischen Spielen 2023
Die Badmintonwettbewerbe bei den Parapanamerikanischen Spielen 2023 wurden vom 22. bis zum 26. November 2023 in Santiago de Chile ausgetragen.

## Teilnehmer
- Argentinien 6
- Barbados 2
- Brasilien 31
- Kanada 9
- Chile 6
- Kolumbien 5
- Kuba 4
- Dominikanische Republik 3
- Guatemala 1
- Mexiko 7
- Peru 21
- Vereinigte Staaten 4
- Venezuela 1

## Medaillengewinner
| Disziplin            | Gold                                  | Silber                                      | Bronze                                    |
| -------------------- | ------------------------------------- | ------------------------------------------- | ----------------------------------------- |
| Herreneinzel WH1     | Marcelo Conceição                     | Rodolfo Renato Cano                         | Victor Aragon Dominguez                   |
| Herreneinzel WH2     | Jaime Aránguiz                        | Júlio Cesar Godoy                           | Bernard Lapointe                          |
| Herreneinzel SL3     | Pedro Pablo de Vinatea                | William Roussy                              | Gerson Vargas Lostaunau                   |
| Herreneinzel SL4     | Rogério de Oliveira                   | Maximiliano Ávila                           | Breno Eduardo Johann                      |
| Herreneinzel SU5     | Yuki Rodrigues                        | Manuel Del Rosario Pargas                   | Jairo Aranguri Castañeda                  |
| Herreneinzel SH6     | Miles Krajewski                       | Vitor Tavares                               | Nilton Quispe                             |
| Dameneinzel WH1      | Daniele Souza                         | Jaquelin Burgos Javier                      | Yuka Chokyu                               |
| Dameneinzel WH2      | Pilar Jáuregui                        | Maria Gilda Antunes                         | Silvia Silva Arizapana                    |
| Dameneinzel SL3      | Abinaecia Silva                       | Kauana Beckenkamp                           | Adriane Ávila                             |
| Dameneinzel SL4      | Ana Carolina Reis                     | Edwarda Oliveira                            | Olivia Meier                              |
| Dameneinzel SU5      | Mikaela Almeida                       | Diana Rojas Golac                           | Kelly Ari Escalante                       |
| Dameneinzel SH6      | Carmen Póveda Flores                  | Jayci Simon                                 | Rubí Fernandez                            |
| Herrendoppel WH1–WH2 | Julio Cesar Godoy Marcelo Conceicao   | Edmar Francisco Barbosa Rodolfo Renato Cano | Fernando Vilcachagua Roberth Fajardo      |
| Damendoppel WH1–WH2  | Pilar Jáuregui Jaquelin Burgos Javier | Ana Gomes Daniele Souza                     | Maria Gilda Antunes Auricelia Evangelista |
| Mixed SL3–SU5        | Edwarda Oliveira Rogério de Oliveira  | Adriane Ávila Yuki Rodrigues                | Jenny Ventocilla Renzo Bances             |
| Mixed SH6            | Jayci Simon Miles Krajewski           | Carmen Póveda Flores Nilton Quispe          | Rubí Fernandez Hector Salva               |

## Medaillenspiegel
| Rang | Land               | Gold | Silber | Bronze | Gesamt |
| ---- | ------------------ | ---- | ------ | ------ | ------ |
| 1    | Brasilien          | 9    | 9      | 3      | 21     |
| 2    | Peru               | 4    | 3      | 9      | 16     |
| 3    | Vereinigte Staaten | 2    | 1      | 0      | 3      |
| 4    | Chile              | 1    | 0      | 0      | 1      |
| 5    | Kanada             | 0    | 1      | 3      | 4      |
| 6    | Mexiko             | 0    | 1      | 0      | 1      |
| 7    | Kuba               | 0    | 1      | 0      | 1      |
| 8    | Kolumbien          | 0    | 0      | 1      | 1      |